# オバゲバ学園奮戦記
『オバゲバ学園奮戦記』（オバゲバがくえんふんせんき）は、1970年7月5日から同年10月11日まで日本科学技術振興財団テレビ事業本部(東京12チャンネル 現・テレビ東京）で放送されていたコメディ番組である。全12回。

## 概要
墓地のあった場所に作られた「白鳥女子学園」（しらとりじょしがくえん）の学生寮「白鳥寮」（はくちょうりょう）。そこに住む女学生たちと、かつての墓地で暮らしていた幽霊3人組が織り成すコメディ。「オバゲバ」とは、オバケとゲバルトを合わせた造語である。
番組は毎回芸術座での公開収録を行っていた。

## 放送時間
いずれも日本標準時。
- 日曜 12:30 - 13:00 （1970年7月5日 - 1970年9月27日）
- 日曜 11:30 - 12:00 （1970年10月4日 - 1970年10月11日）

## 出演者

### 白鳥寮の人たち
- 淀君子（寮長）：重山規子
- 東郷信平（初代守衛）：沢村いき雄（第1 - 4話）
- 石部金太郎（2代目守衛）：あごぼん十（第5 - 12話）
- 姿三子（女学生。通称「ゲバ子」）：菱見百合子
- 紫式子（女学生。通称「メロ子」）：小林夕岐子
- 蛙圭子（女学生。通称「ケロッ子」）：太田淑子
- 園夏子：井草洋子
- 園冬子：井草広子
- かよ子（女子大生）：杉山佳寿子

### 幽霊3人組
- 鼠小僧：東八郎（トリオ・ザ・スカイライン）
- お熊：小島三児（トリオ・ザ・スカイライン）
- 八五郎：原田健二（トリオ・ザ・スカイライン）

### ゲスト
- きくえ（夏子の叔母）：塩沢とき（第2話）
- 暮尾鳩子（新入寮生。通称「パト子」）：藤江リカ（第3 - 5話）
- 大久保彦市（理事長）：立原博（第4・5・7 - 12話）
- まる子（学生）：山田悦子（第6 - 12話）
- ほそ子（学生）：溝口若子（第6話） → 三枝美恵子（第7 - 12話）
- 高井安夫（鳩子のボーイフレンド）：はせさん治（第7話）
- お産（幽霊）：関敬六（第8話）
- ケニヤ・モガンボ（美容師）：逗子とんぼ（第11話）
- 大家甚兵衛（幽霊）：人見きよし（第11 - 12話）

## サブタイトル
1. ネグリジェで殴り込め!!
2. ボインで追い出せ！
3. のぞき見大作戦！
4. 只今入浴中！
5. 色気で盗め！
6. ピンクの下着に手を出すな！
7. 男が欲しいの!!
8. やめて…！
9. 身体検査の巻
10. おんなバケモノ
11. 悪い遊び
12. 迷わず成仏願います